# Flygvapnets flygmaterielskola
Flygvapnets flygmaterielskola (FFS) var en teknisk fack- och funktionsskola för markförbanden inom svenska flygvapnet som verkade i olika former åren 1973–1985. Förbandsledningen var förlagd i Halmstads garnison i Halmstad.

## Historik
Flygvapnets flygmaterielskola bildades 1973 i samband med att Flygvapnets Halmstadsskolor bildades. Den 1 oktober 1985 sammanslogs Flygvapnets flygmaterielskola (FFS) med Flygvapnets teletekniska skola (FTTS) och bildade Flygvapnets markteletekniska skola (FMTS) ingåendes i Flygvapnets Halmstadsskolor.

## Verksamhet
Flygvapnets flygmaterielskola utbildade flottiljernas och flygverkstädernas civilanställda inom flygmateriel och basmateriel. Även värnpliktiga utbildades vid skolan.

## Förläggningar och övningsplatser
När Flygvapnets flygmaterielskola bilades 1973 förlades den till en nyuppförd skolbyggnad inom flottiljområdet vid Halmstads flygplats. Byggnaden som uppfördes åren 1971–1972, med viss tillbyggnad 1976, delades med Basbefälsskolan (BBS).

## Förbandschefer
Förbandschefen titulerades skolchef och var underställd chefen för Flygvapnets Halmstadsskolor.
- 1972–197?: Flygdirektör av 1:a graden R N O Eskil Persson
- 197?–198?: Flygdirektör av 1:a graden Lennart Fridh
- 198?–1985: ???

## Namn, beteckning och förläggningsort
| Flygvapnets flygmaterielskola | 1973-01-01 | – | 1985-09-30 |

| FFS | 1973-01-01 | – | 1985-09-30 |

| Halmstads garnison (F) | 1973-01-01 | – | 1985-09-30 |